# Mark Dodson
Mark Dodson (10 settembre 1953) è un produttore discografico e ingegnere del suono statunitense.
Inizia la carriera da produttore e ingegnere del suono nel 1978 con l'album Jingles degli Advertising, per poi spaziare nei più svariati ambiti, da Joan Jett ai Metal Church, ai Modern Lovers, a Ozzy Osbourne, agli Ugly Kid Joe e tanti altri. A fine anni ottanta si specializza in ambito metal e thrash, lavorando come produttore per Anthrax e Suicidal Tendencies, fino al funky metal degli Infectious Grooves.

## Discografia parziale

### Con Anthrax
- State of Euphoria - 1988
- Penikufesin - 1989 (EP)
- Persistence of Time - 1990
- Attack of the Killer B's - 1991

### Con Suicidal Tendencies
- How Will I Laugh Tomorrow When I Can't Even Smile Today - 1988
- Controlled by Hatred/Feel Like Shit...Déjà Vu - 1989
- Lights Camera Revolution - 1990
- Still Cyco After All These Years - 1993

### Con Infectious Grooves
- The Plague That Makes Your Booty Move...It's the Infectious Grooves - 1991
- Sarsippius' Ark (Limited Edition) - 1993